# Jean-Claude Mukanya
Jean-Claude Mukanya (né le 1er mai 1968) est un joueur de football international congolais (RD Congo), qui évoluait au poste de défenseur.

## Carrière

### Seniors
- 1988-1989 : KFC Eeklo  Belgique
- 1989-1996 : KFC Lommelse SK  Belgique
- 1996-1997 : NAC Breda  Pays-Bas
- 1997-1999 : Eendracht Alost  Belgique
- 1999-2001 : Hapoël Beer-Sheva  Israël

### International
Il a été 49 fois international pour la République Démocratique du Congo (ex-Zaïre), entre 1991 et 1999.